# Fuerza Aérea de Namibia
La Fuerza Aérea de Namibia (en inglés: Namibian Air Force) es la rama de aérea de las Fuerzas de Defensa de Namibia. Fue creada el 13 de marzo de 2005 en la Base de la Fuerza Aérea Grootfontein. Tras la independencia de Namibia de Sudáfrica en 1990, el ala de defensa aérea de las fuerzas de defensa se estableció el 23 de julio de 1994. El cuartel general de la Fuerza Aérea tiene su sede en la Base de la Fuerza Aérea de Karibib. La política, las declaraciones de misión y el concepto de operaciones contemplan el desarrollo de una Fuerza Aérea para operar en apoyo del Ejército y la Marina.
Las cinco funciones separadas de la Fuerza Aérea son: vigilancia, transporte de personal y transporte de suministros/equipos, apoyo a las autoridades civiles o a la comunidad civil y capacitación.
La política para la Fuerza Aérea es la siguiente:

Adquirir medios aéreos dedicados a realizar las tareas de vigilancia y transporte. El MOD y el NDF entrenarán y emplearán a sus propios pilotos y técnicos. La cooperación y la coordinación con otros Ministerios pueden extenderse a la puesta a disposición de dichos activos para tareas no relacionadas con la defensa. Además, se considerarán los arreglos mediante los cuales se podrían emplear activos aéreos privados y nacionales cuando sea apropiado o necesario.

## Historia
Después de su puesta en servicio en 1994, el ala aérea quedó compuesta por dos escuadrones, el escuadrón VR-1 y el escuadrón de helicópteros 4 y los primeros aviones de la fuerza fueron seis Cessna O-2A donados por el gobierno de los Estados Unidos. Estados Unidos también ofreció dos asesores para entrenar a cuatro pilotos, seis copilotos y siete mecánicos de Namibia. En diciembre de 1994, un total de cuatro helicópteros utilitarios ligeros HAL Cheetah y HAL Chetak comprados a HAL se entregaron al entonces Air Wing en el aeropuerto Eros. La Fuerza Aérea India también proporcionó un ingeniero jefe, cinco técnicos y dos pilotos para entrenar a las tripulaciones de Namibia durante al menos seis meses. En diciembre de 1997 se entregaron dos Harbin Y-12.

## Equipamiento

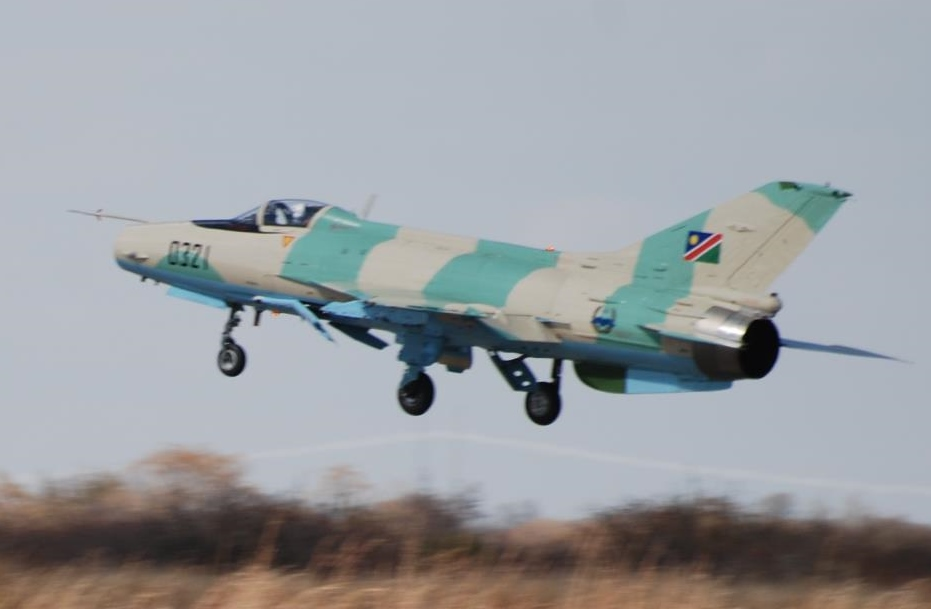
un caza Chengdu F-7 de la Fuerza Aérea de namibia

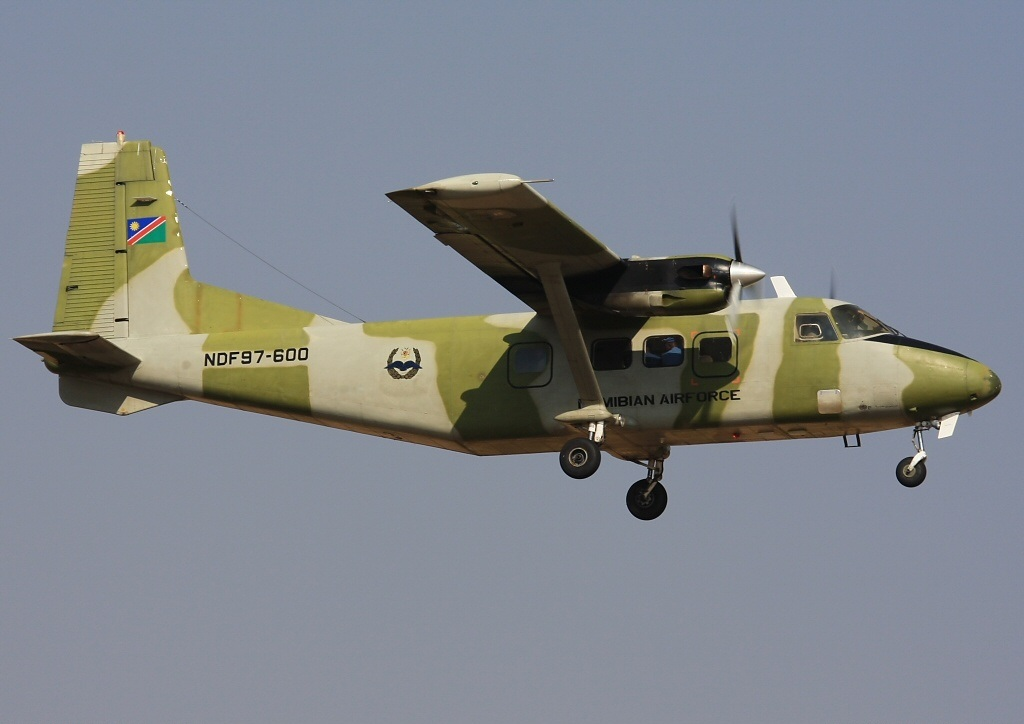
Un avión de transporte ligero Harbin Y-12 namibio

| Aeronave      | Origen           | Tipo                    | Variante | Número  | Notas                            |
| Combate       | Combate          | Combate                 | Combate  | Combate | Combate                          |
| ------------- | ---------------- | ----------------------- | -------- | ------- | -------------------------------- |
| Chengdu F-7   | China            | Caza                    |          | 9       | MiG-21 construidos bajo licencia |
| Transporte    |                  |                         |          |         |                                  |
| Antonov An-26 | Unión Soviética  | Transporte              |          | 1       |                                  |
| Harbin Y-12   | China            | Transporte              |          | 2       |                                  |
| Helicópteros  |                  |                         |          |         |                                  |
| Mil Mi-8      | Rusia            | Utilitario / transporte |          | 2       |                                  |
| Mil Mi-24     | Rusia            | Ataque                  |          | 2       |                                  |
| HAL Cheetah   | Francia / India  | Enlace / utilitario     |          | 1       |                                  |
| HAL Chetak    | Francia / India  | Enlace / utilitario     |          | 2       |                                  |
| Entrenamiento |                  |                         |          |         |                                  |
| Hongdu JL-8   | China / Pakistán | Entrenador avanzado     | K-8      | 11      |                                  |
| Chengdu F-7   | China            | Entrenador avanzado     | FT-7     | 2       |                                  |

### Accidentes aéreos
La Fuerza Aérea ha sufrido una serie de incidentes y accidentes aéreos. El primer accidente notable ocurrió durante la Operación Atlántico en la República Democrática del Congo, donde dos helicópteros, un Cheetah y un Chetak (series de estructura aérea H-702 y H-708), chocaron en el aire debido al mal tiempo, lo que resultó en la muerte de once miembros del personal, cinco de los cuales eran namibios.
- El 27 de noviembre de 2003, un helicóptero MI-8 serie H-804 realizó un aterrizaje forzoso que provocó que se diera de baja.
- El 1 de agosto de 2008, el Chetak H-706 se estrelló y la tripulación y los pasajeros resultaron heridos en Opuwo.[8]
- El 30 de noviembre de 2013, el avión de transporte An-26 NAF-3-642 se estrelló en el aeródromo de Omega durante una misión para recuperar los restos humanos de un mozambiqueño.
- En abril de 2014, el helicóptero H-700 Harbin Z-9 se estrelló durante el despegue en la Base de la Fuerza Aérea Grootfontein, lo que provocó que se diera de baja.
- El 23 de septiembre de 2021, un Hongdu JL-8 se estrelló durante el aterrizaje en la Base de la Fuerza Aérea de Karibib.[9] Informes no confirmados indican que un mecanismo del asiento de eyección se inició accidentalmente, lo que provocó que ambos pilotos fueran expulsados de la aeronave.
- El 15 de octubre de 2021, un Chengdu F-7NM frame n.º 0315 se estrelló al aterrizar en el Aeropuerto de Toivo. Supuestamente, la causa fue un fallo en el despliegue del paracaídas de seguridad al desacelerar.[10]

## Bases de la Fuerza Aérea
Actualmente la Fuerza Aérea de Namibia cuenta con las siguientes bases aéreas
- Base de la Fuerza Aérea de Karibib, Karibib
- Base de la Fuerza Aérea de Grootfontein, Grootfontein
- Base Aérea de Keetmanshoop, Keetmanshoop

Actualmente existen planes para expandir la Base Aérea de Keetmanshoop.

## Unidades
Ala de Defensa Aérea
- El 23º Escuadrón: es un escuadrón de combate, en el cual se encuentran los los aviones de caza Chengdu F-7 Airguards.

15ª Ala
- El 151º Escuadrón: tiene los helicópteros de la Fuerza Aérea. El escuadrón participó en la segunda guerra del Congo y perdió dos helicópteros que se vieron involucrados en una colisión en el aire.[13]

13ª Ala
En esta ala están desplegados los aviones de transporte de ala fija. El ala consta de los aviones AN-26 y Y-12.

## Despliegues

### Nacional

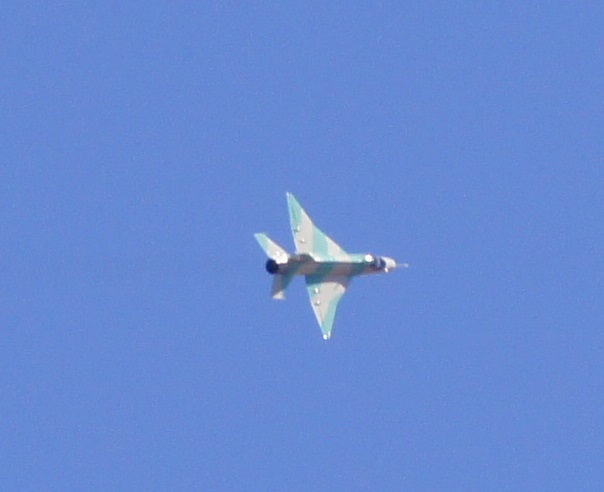
Un skybolt F-7 de Namibia

La Fuerza Aérea se ha desplegado en numerosas ocasiones para ayudar a las autoridades civiles durante los desastres. Los trabajadores de extensión de la salud han sido transportados durante las campañas de inmunización. Ha asistido en el transporte de material y personal electoral durante las elecciones nacionales. También ha trasportado a Jefes de Estado extranjeros durante su estancia en Namibia.

### Internacional
DRC
Entre 1998 y 2002, la Fuerza Aérea se desplegó en la República Democrática del Congo durante la segunda guerra del Congo. El avión de transporte Harbin Y-12 se utilizó en misiones de suministro logístico a la República Democrática del Congo, así como en la retirada de las tropas de Namibia al final de la guerra. el 1 de agosto de 1999, un ingeniero de vuelo de la Fuerza Aérea murió después de ser alcanzado por fuego antiaéreo en un avión de transporte Y-12 que se dirigía a reabastecer a las tropas de Namibia y Zimbabue que estaban sitiadas en Ikela. Dos helicópteros Allouette de Namibia se estrellaron en el aire mientras realizaban operaciones durante la guerra debido al mal tiempo el 15 de enero de 1999. El accidente se cobró nueve vidas, incluidos dos pilotos y tres técnicos de Namibia.
Zimbabue
Durante las inundaciones de 2014 en Tokwe-Murkosi en Masvingo (Zimbabue), la fuerza aérea desplegó un vuelo que constaba de un helicóptero Harbin Z-9 y dos Allouettes para ayudar con la evacuación de las personas afectadas. La misión duró siete días en los que 600 vecinos fueron transportados por vía aérea con 56 toneladas de mercancías.
Ejercicios Blue Kavango
La fuerza aérea desplegó una misión compuesto que constaba de un avión de transporte Y-12 y helicópteros utilitarios ligeros Z-9 en el ejercicio Blue Kavango de las Fuerzas Aéreas de la Comunidad de Desarrollo de África Austral (en inglés Southern African Development Community, SADC) que se llevó a cabo en Botsuana.

## Comandantes
El Comandante de la Fuerza Aérea ejerce el comando ejecutivo general, es sustituido por un Comodoro Aéreo. El Sargento Mayor de la Fuerza Aérea es el suboficial principal que asesora al Comandante de la Fuerza Aérea en cuestiones de disciplina.

### Estructura de mando
| Insignia de manga | Cargo                      | Rango y nombre                              |
| ----------------- | -------------------------- | ------------------------------------------- |
|                   | Air Force Commander        | Vicemariscal del aire Teofilus Shaende      |
|                   | Air Force Deputy Commander | General de brigada de aire Abed Hihepa      |
|                   | SOAPS Commandant           | Jefe de escuadrilla Hosea Ndjibu            |
|                   | Karibib AFB Commander      | Jefe de escuadrilla                         |
|                   | Grootfontein AFB Commander | Jefe de escuadrilla Hillary Lilungwe Sisamu |
|                   | Chief of Staff Operations  | Jefe de escuadrilla Manfred Tjivera         |
|                   | Air Force Sergeant Major   | Sargento Mayor de la Fuerza Aérea           |

## Otros establecimientos y unidades
El principal instituto de formación de la Fuerza Aérea es la Escuela de Estudios de Poder Aéreo (SOAPS) bajo el mando del Jefe de escuadrilla Hosea Ndjibu. El SOAPS se compone de tres centros.